# Долгобичів-Колонія
Долгобичів-Колонія (пол. Dołhobyczów-Kolonia) — селище (осада) у Польщі, у Люблінському воєводстві Грубешівського повіту, ґміни Долобичів.